# Lirimeris

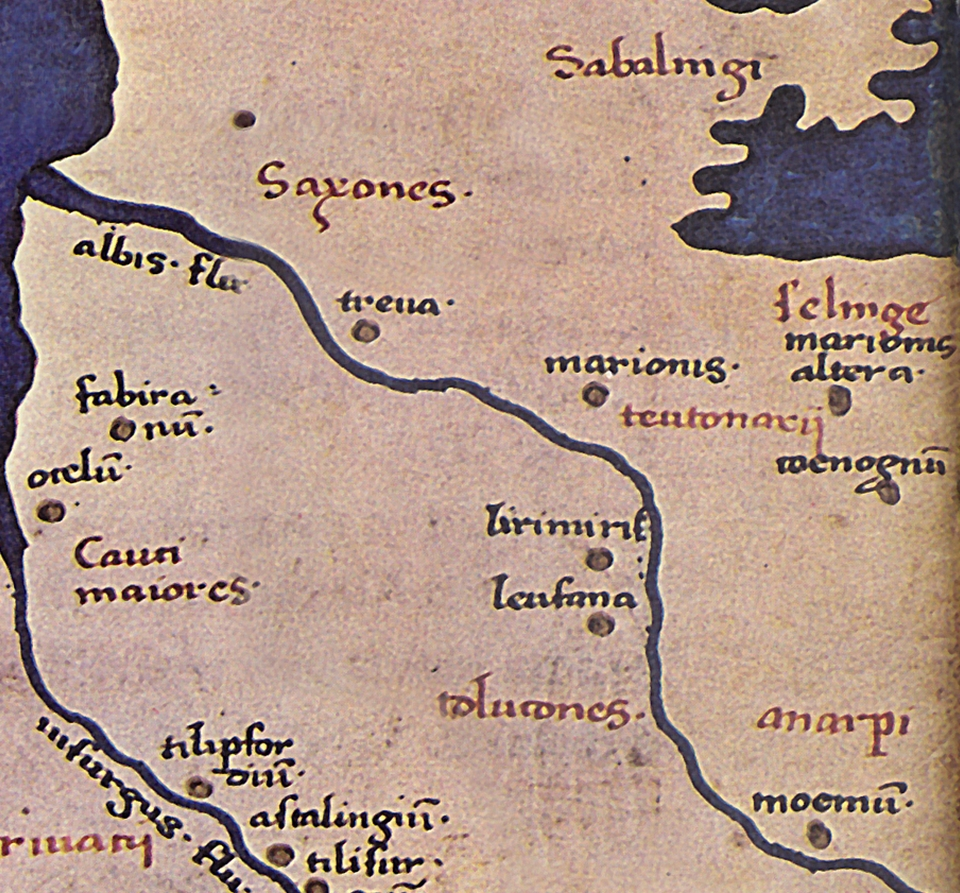
Lage von Lirimeris nach Ptolemaios

Lirimeris, auch Lirimiris (altgriechisch Λιριμιρίς) ist ein Ortsname, der von Ptolemaios in seinem um das Jahr 150 erstellten Koordinatenwerk Geographia (Ptolemaios 2, 11) als einer der im nördlichen Germanien, in der Nähe der Meeresküste liegenden Orte (πόλεις) mit 34° 30' Länge (ptolemäische Längengrade) und 55° 30' Breite angegeben wird.

## Lokalisation
Bisher konnte der antike Ort nicht sicher lokalisiert werden. Ein interdisziplinäres Forscherteam um Andreas Kleineberg, das die ptolemäischen Koordinaten von 2006 bis 2009 neu untersuchte und interpretierte, lokalisiert zurzeit Lirimeris auf dem Gebiet von Hagenow in Mecklenburg-Vorpommern.